# Ouderlingen (Charmed)
Ouderlingen (Engels: Elders) zijn fictieve personages uit de televisieserie Charmed. Het is een groep van mensen die goede magie praktiseren, en het gebruik ervan controleren en er toezicht op houden. Ze volgen vooral heksen, en houden een oogje in het zeil vanuit de hemel. Ze communiceren met de aarde door middel van hun boodschappers de lichtgidsen. Wanneer heksen advies nodig hebben over demonen die niet bekend zijn kunnen ze om advies vragen bij de Elders, door hun whitelighter te sturen. De Ouderlingen zijn niet alwetend.

## Geschiedenis en Hiërarchie
Gedurende de serie wordt duidelijk dat de meeste Ouderlingen op een bepaald punt eerst lichtgidsen zijn geweest. Leo Wyatt wordt een Ouderling nadat hij de Charmed Ones en de overgebleven Ouderlingen redde van de Toorn der Titanen. In de aflevering "Witches in Tights" blijkt echter dat mensen ook rechtstreeks een ouderling kunnen worden wanneer een andere ouderling sterft, en zijn krachten doorgeeft aan deze persoon.
Anders dan hun naam doet vermoeden kunnen Ouderlingen alle leeftijden hebben.

## Krachten
De krachten van een Ouderlingen zijn in principe hetzelfde als die van de lichtgidsen, maar vele malen sterker. Hij bezit de volgende krachten:
- Bliksemschichtkracht
- Onzichtbaar
- Orbing; materialiseren /teleporteren
- Biokinesis Healing; heelprocessen beginnen of versnellen
- Glamouring; tranformatie
- Detecteren van protegé's
- Manipulatie van de herinneringen
- Helderziendheid
- Heel de wereld kunnen observeren
- Thermokinese
- Telekinetisch orben
- Levitatie

## Woonomgeving
De Ouderlingen laten niet toe dat er heksen en andere magische wezens buiten henzelf en de lichtgidsen de hemel betreden. Zelfs de Charmed Ones hebben niet het privilege om de hemel te betreden. Ouderlingen maken een uitzondering voor Leo's zoon Wyatt als hij in gevaar is.
Heel weinig Ouderlingen komen naar de aarde, Leo en Gideon zijn uitzonderlijke exemplaren op dat vlak, ze spenderen de meeste tijd buiten de hemel en op aarde. Enkele Ouderlingen komen naar beneden om direct met hen te praten over belangrijke zaken. De Ouderlingen verkiezen het om een bijrol te spelen en blijven het liefst op de achtergrond, en blijven ongezien in de dagelijkse affaires van de magie op aarde.

## Bijzonderheden
- Ouderlingen zijn het hoogste niveau van de lichtgidsen, ze controleren de groepen lichtgidsen, en houden een oogje in het zeil omtrent het gaan en staan van de heksen die ze volgen.
- De Ouderlingen hebben niet het laatste woord en zijn niet het hoogste orgaan in de goede krachten.
- De Ouderlingen zijn gemachtigd om heksen door de tijd te laten reizen.
- Ze verzamelen informatie over alle wezens die magische krachten bezitten zowel goede krachten als kwade krachten, en delen die informatie als het noodzakelijk is of van toepassing.
- Ze staan in contact met de krachten van het kwaad, als de situatie erom vraagt.
- Bepaalde niveaus tussen leven en dood kunnen ze niet monitoren, ze hebben er geen zicht op.
- Kunnen niet naar de aarde kijken tijdens een zonsverduistering.
- Heksen die overleden zijn staan niet meer onder de controle van de Ouderlingen.
- Ze weten het wanneer een Charmed One sterft, maar kunnen haar niet altijd vinden als ze verborgen gehouden wordt door een demon van een hoog niveau.
- Ze kunnen elke leeftijd hebben.

## Ouderlingen in Charmed
Gerangschikt op hun huidige status staan de Ouderlingen die in de serie voorkomen of genoemd worden hieronder gerangschikt.

### Levende Ouderlingen
- Odin
- Sandra
- Kevin
- Roland
- Kheel
- Jonnah
- Kyle Brody

### Voormalige Ouderlingen
- Leo Wyatt

### Overleden Ouderlingen
- Gideon
- Cecil
- Zola
- Ramus